# Великий Шифр

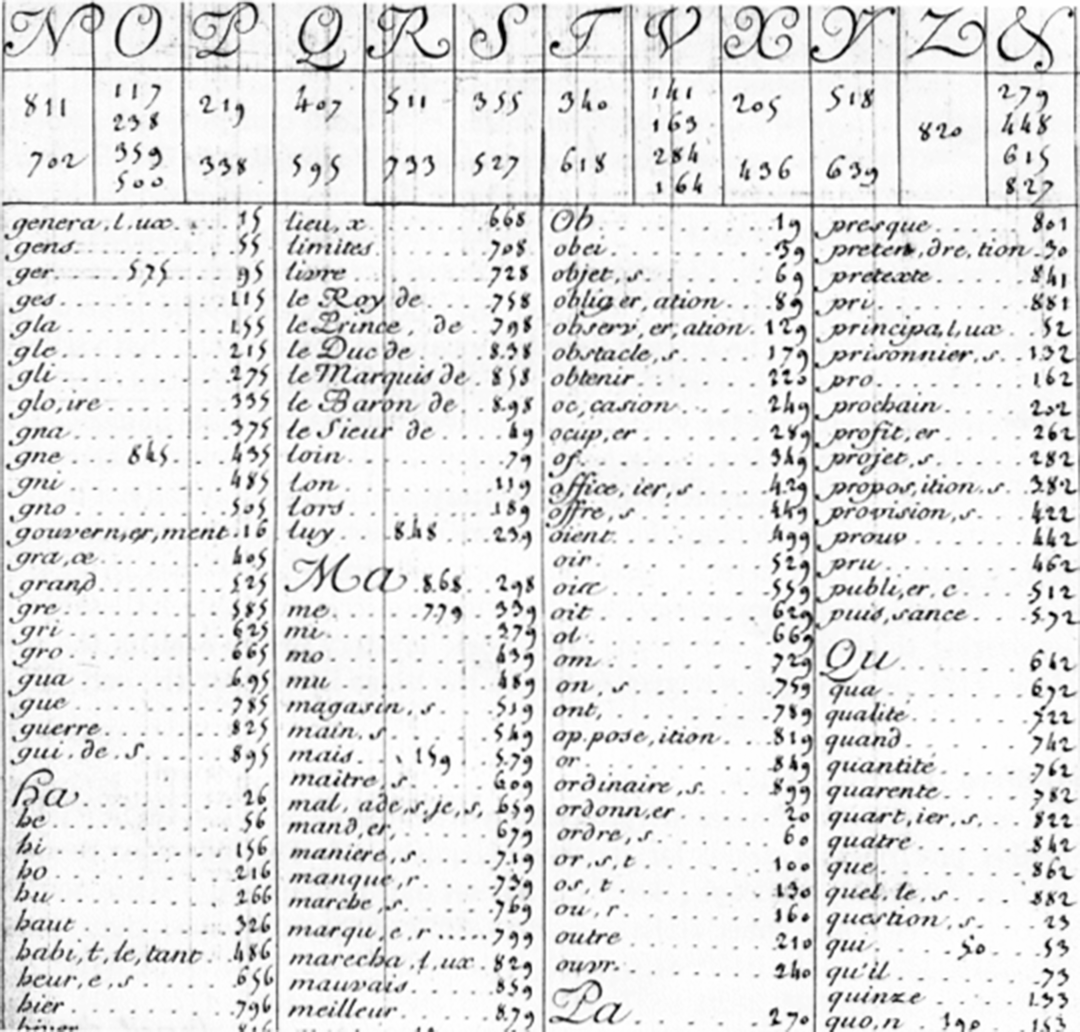
Одна из номенклатур для расшифровки Великого Шифра

Великий Шифр (фр. Grand Chiffre) — шифр, разработанный Антуаном Россиньолем и его сыном Бонавентуром Россиньолем. Великий Шифр получил такое название из-за своей стойкости и репутации невзламываемого. Модифицированные формы использовались французской армией до лета 1811 года, а после того, как шифр перестали применять, многие документы во французских архивах стали нечитаемыми.
Великий шифр представляет собой набор из 587 чисел, большая часть которых обозначает слоги. Существуют различные варианты, в которых числами заменены также буквы или же целые слова. Применяемые для борьбы с частотным анализом некоторые числа являются ловушками, например, одно из чисел не заменяет ни слог, ни букву, а используется только для удаления предыдущего числа. Кроме того, во многие варианты шифра были включены альтернативные числа для наиболее используемых слогов и букв..

## История создания
Автор «великого шифра» Антуан Россиньоль стал известен в 1626 году. Ему было передано зашифрованное послание, перехваченное войсками у курьера, пробиравшегося из осажденного города Реальмон. К концу дня Россиньоль расшифровал его. Выяснилось, что защитники Реальмона отчаянно нуждались в боеприпасах, и что, не получив их, они в скором времени будут вынуждены капитулировать. Французы, которые до этого не подозревали о незавидном положении гугенотов, вернули письмо вместе с его расшифровкой. Теперь гугеноты знали, что теперь французы полностью осведомлены об их безвыходном положении, а потому продолжат осаду. Ввиду этого защитники Реальмона немедленно капитулировали. Таким образом, победа французов явилась результатом дешифрования.
После нескольких подобных случаев могущество криптографии стало очевидным, и Россиньоли получили высокие должности при дворе Людовика XIII. Король назначил Россиньоля начальником «Счётной части» (фр. Cour des comptes) — дешифровального отделения. Таким образом, Россиньоль стал первым профессиональным криптоаналитиком Франции. Россиньоли продолжили трудиться криптоаналитиками и при Людовике XIV, на которого их работа произвела настолько неизгладимое впечатление, что он предоставил им кабинеты рядом со своими апартаментами для того, чтобы отец и сын могли активно участвовать в формировании французской внешней политики.
Накопленный опыт по взламыванию шифров позволил Антуану и Бонавентуру Россиньолям понять, как создать более стойкий шифр, и они разработали так называемый «великий шифр». Этот шифр оказался столь надежным, что смог противостоять усилиям всех криптоаналитиков той эпохи, которые пытались выведать французские секреты, и многих последующих поколений дешифровальщиков (в течение двух столетий никто не мог взломать его). После смерти отца и сына «великий шифр» вскоре перестал применяться, а его номенклатуры были быстро утеряны, что привело к тому, что зашифрованные письма во французских архивах больше нельзя было прочитать.

## Работа по взлому
Бумаги, зашифрованные «великим шифром», долгое время привлекали историков, ведь в них были разгадки политических интриг Франции XVII века, однако даже к концу девятнадцатого столетия они по-прежнему не были расшифрованы. В 1890 году Виктор Гендрон, военный историк, изучая кампании Людовика XIV, разыскал новую серию писем, зашифрованных «великим шифром». Не сумев прочитать сам, он передал их Этьену Базери, выдающемуся эксперту шифровального отдела французской армии. Базери увлёкся и потратил следующие три года в попытках дешифровать их.
Зашифрованные страницы содержали огромное количество чисел, но лишь 587 из них были разными. Стало очевидно, что «великий шифр» куда более сложен, чем обыкновенный шифр замены, для которого требовалось всего лишь 26 различных чисел — по одному на каждую букву алфавита. Первоначально Базери полагал, что остальные числа являются омофонами, и что некоторые числа обозначают одну и ту же букву. Проверка этого направления заняла месяцы кропотливого труда, но все усилия оказались напрасными. «Великий шифр» не являлся омофоническим шифром.
Следующая идея Базери заключалась в том, что каждое число может представлять пару букв, или диграф. Во французском языке лишь 26 отдельных букв, но из них можно образовать 676 возможных пар, что примерно равняется количеству различных чисел в зашифрованных письмах. Базери нашёл наиболее часто встречающиеся числа в зашифрованных страницах (22, 42, 124, 125 и 341) и предположил, что они, вероятно, обозначают самые распространенные французские диграфы (es, en, ou, de, nt). Фактически, он применил частотный анализ на уровне пар букв. Однако, после очередных затраченных нескольких месяцев труда и эта гипотеза не дала никаких результатов.
Новый подход пришёл Базери в голову, когда он уже был готов отказаться от самой идеи дешифровки. Он решил, что гипотеза с диграфами была не так уж и далека от истины. Этьен Базери стал обдумывать возможность того, что каждое число представляет не пару букв, а целый слог. Он попытался сопоставить каждое число со слогом: возможно, чаще всего встречающиеся числа обозначают наиболее распространенные французские слоги.
Различные перестановки не приводили к результату до тех пор, пока он не отыскал одно отдельное слово, оказавшееся слабым местом шифра Россиньоля. Почти на каждой странице несколько раз появлялась группа чисел (124-22-125-46-345), и Базери предположил, что они обозначают les-en-ne-mi-s, то есть «les ennemis» ("враги"). Этот момент стал ключевым. У Базери появилась возможность проверить остальные отрывки зашифрованных писем, в которых эти числа появлялись в других словах. Вставляя в них полученные из «les ennemis» слоги, он открывал части других слов. По мере того как Базери определял новые слова, он находил новые слоги, которые давали возможность определить очередные слова. Процесс расшифровки осложнялся ловушками, расставленными Россиньолями: некоторые числа заменяли буквы, а не слоги, а одно из чисел не являлось ни буквой, ни слогом — оно использовалось для удаления предыдущего числа.
Завершив дешифрование, Базери стал первым за длительный период человеком, посвященным в тайны Людовика XIV. Историки были в восторге от открытых в результате расшифровки Базери сведений. Особенно учёных заинтересовало письмо, которое могло пролить свет на одну из загадок XVII века: кем являлся «Человек в железной маске».